# Flaix FM
Flaix FM ist ein privater Radiosender aus Katalonien, der in Katalonien und Andorra zu empfangen ist. Das Studio des Senders befindet sich in Barcelona.
Die Musikauswahl beschränkt sich auf House, Dance und Trance. Das Radioprogramm soll dabei vor allem junge Menschen ansprechen. Der Sender wird täglich von zehn verschiedenen Moderatoren auf Katalanisch geleitet, wobei ein Moderator immer ein bestimmtes Programm übernimmt.
Im Juni 2019 durchlief der Sender einen musikalischen Übergangsprozess, der 2020 seinen Höhepunkt fand, von elektronischer, Tanz- oder House-Musik zu Musik wie Reggaeton, Trap und Latin Pop. Obwohl es seit einigen Jahren zu einigen Kontroversen bei den Zuhörern geführt hat, von den sozialen Medien bis zur Ablehnung des Twitch-Kanals, war diese Änderung ein Fehler des Flash FM-Teams.
Der Sender betreibt auch ein elektronisches Musikprogramm namens Flash FM History Machine Legends, das 2 Stunden dauert und sonntagabends ausgestrahlt wird. Derzeit basiert das Flash-FM-Programm zu 60 % auf lateinamerikanischer Musik und zu 40 % uf der neuesten Electronica-, Dance- und House-Musik der letzten Jahre.

## Empfang
- Barcelona: 105,7 MHz
- Tarragona: 101,8 MHz
- Lleida: 104,1 MHz
- Girona: 99,6 MHz
- Palamós: 88,4 MHz
- Puigcerdà: 106,6 MHz
- Andorra: 93,8 MHz